# Anthaxia acutipennis
Anthaxia acutipennis es una especie de escarabajo del género Anthaxia, familia Buprestidae. Fue descrita científicamente por Bílý en 2010.